# Fedor von Bock
Fedor von Bock (3. december 1880 – 4. maj 1945) var en tysk officer, som opnåede at få rang af feltmarskal under 2. Verdenskrig. Som en leder, der belærte sine soldater om æren ved at dø for det tyske fædreland, fik han øgenavnet "Der Sterber". 
Bock var chef for Heeresgruppe Nord under Felttoget i Polen (1939), ledede Heeresgruppe B under Slaget om Frankrig i 1940, og var senere chef for Heeresgruppe Mitte under angrebet på Sovjetunionen i 1941. Hans sidste kommando var over Heeresgruppe Süd i 1942.
Bock er bedst kendt for at have ledet Operation Taifun, det i den sidste ende fejlslagne forsøg på at erobre Moskva i vinteren 1941. Den tyske offensiv blev forsinket af hårdnakket sovjetisk modstand i omegnen af Mozhaisk, og også af Rasputitsa, årstiden med regn og mudder i Rusland. De bløde jordveje i Rusland blev hurtigt til et bundløst ælte, og derfor gik den tyske fremrykning næsten i stå. Da den russiske vinter slog til med fuld kraft, det var den koldeste vinter i over 50 år, blev de tyske hære hurtigt ude af stand til at gennemføre yderligere operationer og fik større tab som følge af det kolde vejr end gennem kamphandlinger. Den sovjetiske modoffensiv drev hurtigt den tyske hær tilbage, og von Bock, som tidligt anbefalede en tilbagetrækning, blev frataget sin kommando af Adolf Hitler.
Som livslang officer i den tyske hær blev Bock anset for at være en general, som gjorde tingene "efter bogen". Han havde også ry for at være en fyrig forelæser, hvilket gav ham tilnavnet "Den hellige ild fra Küstrin". Bock blev ikke anset for at være en dygtig teoretiker, men han var meget målrettet, og følte at den største hæder, som en tysk soldat kunne opnå, var at dø på slagmarken for fædrelandet.
Personligt afskyede Bock nazismen, men var ikke stærkt involveret i politik. Han havde heller ikke sympati for sammensværgelser om at afsætte Adolf Hitler og protesterede aldrig officielt mod SS' behandling af civile. Bock var usædvanlig åbenmundet, et privilegium som Hitler kun gav ham, fordi han havde haft succes på slagmarken.

## Tidlige år
Fedor von Bock blev født i Küstrin, en fæstningsby på bredden af Oder floden i Brandenburg. Hans fulde navn ved fødslen var Moritz Albrecht Franz Friedrich Fedor.
Han blev født i en preussisk, protestantisk, aristokratisk familie, hvis militære arv gik tilbage til Hohenzollernes tid. Hans far, Karl Moritz von Bock, havde kommandoen over en division i Den fransk-preussiske krig, og han blev dekoreret for tapperhed i Slaget ved Sedan. Hans oldefar gjorde tjeneste i Frederik den Stores hære, og hans bedstefar var officer i den preussiske hær i Slaget ved Jena-Auerstedt. Hans mor, Olga Helene Fransziska Freifrau von Falkenhayn von Bock, var af både tysk og russisk adelig slægt. Bock var langt ude i familie med Erich von Falkenhayn.
I en alder af 8 tog Bock til Berlin for at læse på militærakademierne i Potsdam og Gross Lichterfelde. Undervisningen lagde vægt på preussisk militarisme, og han blev hurtigt en dygtig elev i fag som moderne sprog, matematik og historie. Han talte flydende fransk og i rimelig grad engelsk og russisk. I en tidlig alder, og i høj grad på grund af sin far, udviklede Bock en ubetinget loyalitet over for sit land og viede sig til den militære profession. Denne opdragelse ville i høj grad påvirke hans handlinger og beslutninger, da han ledede tropper under 2. Verdenskrig. Som 17-årig blev Bock officerskadet i det kejserlige infanteris garderegiment i Potsdam. Han blev udnævnt til officer et år senere. Han gik ind i hæren med rang af sekondløjtnant.
Den høje, tynde, smalskuldrede Bock havde en tør og kynisk form for humor. Han smilede sjældent. Han blev beskrevet som arrogant, ambitiøs og indbildsk. Hans tilgang til militær anstand var med en ubøjelig holdning.
Omend han ikke var en strålende teoretiker, var Bock en meget målrettet officer. Som en af de højest rangerende officerer i Reichswehr talte han ofte til de nyuddannede officerer fra militærakademiet. Hans emne var altid, at den højest ære, som en tysk soldat kunne opnå, var at dø for fædrelandet. Han fik hurtigt tilnavnet “Den hellige ild fra Küstrin”.
I 1905 giftede Bock sig med Mally von Reichenbach, en ung preussisk adelskvinde, som han først havde mødt i Berlin. De blev gift ved et traditionelt militært bryllup i garnisonen i Portsdam. De fik en datter, to år efter at de blev gift. Et år senere kom Bock på Krigsakademiet i Berlin, og efter et års studier kom han til generalstaben. Han blev snart medlem af den patriotiske Deutscher Wehrverein og blev en nær bekendt af andre unge, tyske officerer såsom Walther von Brauchitsch, Franz Halder og Gerd von Rundstedt. I 1908 blev han forfremmet til premierløjtnant.

## 1. Verdenskrig
Ved 1. Verdenskrigs udbrud i 1914 var Bock blevet forfremmet til kaptajn.
 Han blev stabsofficer i en division i von Rupprechts armegruppe på Vestfronten. Major von Bock var ven af den tyske kronprins. To dage før våbenstilstanden traf han kejser Wilhelm 2. i Spa i Belgien i et forgæves forsøg på at overtale kejseren til at vende tilbage til Berlin og nedkæmpe mytteriet i Kiel. Efter at Versailles-traktaten var underskrevet, fortsatte Bock i hæren, som nu var begrænset til 100.000 mand og steg i graderne. I 1935 udpegede Adolf Hitler general von Bock til øverstkommanderende for 3. Heeresgruppe. Bock var en af de officerer, som ikke blev fjernet, da Hitler reorganiserede hæren i forbindelse med oprustningen op til udbruddet af 2. Verdenskrig. Bock forblev monarkist og var en hyppig gæst på den tidligere kejsers residens. Efter sigende sagde Hitler om ham: "Ingen i verden udover von Bock kan lære soldater at dø."  Bock selv sagde til sine tropper: "Den ideelle soldat opfylder sin pligt til det yderste, adlyder uden at tænke, tænker kun når han får ordre til det og har det som sit eneste ønske at dø soldatens ærefulde død i kamp." 
General von Bock havde kommandoen over indmarchen i Wien i marts 1938 ved Anschluss og dernæst invasionen af Tjekkoslovakiet, inden han ledede tyske hære under 2. Verdenskrig.

## 2. Verdenskrig

### Invasionen af Polen
Den 25. august 1939 havde Bock kommandoen over Heeresgruppe Nord under forberedelsen af felttoget i Polen. Målet for Heeresgruppe Nord var at nedkæmpe de polske styrker nord for Wisła. Heeresgruppe Nord bestod af general Georg von Küchlers 3. Arme og general Günther von Kluge's 4. Arme. Disse stødte henholdsvis sydpå fra Østpreussen og østpå gennem det nederste af den Polske korridor. 
På blot fem uger blev Polen løbet over ende af tyske og sovjetiske styrker, og Bock havde genskabt forbindelsen til Østpreussen. Efter succesen i Polen vendte Bock tilbage til Berlin og indledte forberedelserne til den kommende kampagne i Vest.

### Invasionen af Frankrig
Kort tid efter erobringen af Polen fik Bock den 12. oktober 1939 kommandoen over Heeresgruppe B. Efter at planerne for det kommende felttog var blevet ændret mange gange i løbet af vinteren, endte det med at Heeresgruppe B bestod af 29½ divisioner, herunder 3 panserdivisioner. Målet for denne Heeresgruppe var at rykke ind i Holland og Belgien og lokke britiske og franske styrker til at komme hollænderne og belgierne til undsætning og derved skabe en lomme af allierede styrker nord for Frankrig. Heeresgruppe B bestod af 18. Arme og 6. Arme. Planen lykkedes over al forventning, og britiske og franske styrker måtte i hast evakueres fra Dunkerque, hvorefter store dele af Frankrig blev besat og landet kapitulerede. 
Den 18. juli 1940 blev Bock forfremmet til feltmarskal under en reception, som Adolf Hitler afholdt. I en stor del af sommeren 1940 var Bock skiftevis i sit hovedkvarter i Paris og i sit hjem i Berlin. I slutningen af august overførtes Heeresgruppe B til Østpreussen. Denne flytning omfattede von Kluges 4. Arme. Den 11. september 1940 afgav Bock kommandoen over sit besættelsesområde i Frankrig til feltmarskal Wilhelm Ritter von Leeb.

### Operation Barbarossa
Som forberedelse til Operation Barbarossa blev Heeresgruppe B den 1. april 1941 omdøbt til Heeresgruppe Mitte. Det skete i en officiel ordre fra generalstaben, som definerede, hvorledes invasionsstyrken skulle organiseres. Med udgangspunkt i Polen var Heeresgruppe Mitte den ene af tre styrker, som skulle invadere Sovjetunionen. Den omfattede 4. arme, 9. arme, 3. panserarme, 2. panserarme og 2. luftflåde. Til venstre for von Bocks Heeresgruppe Mitte lå Heeresgruppe Nord under kommando af Wilhelm Ritter von Leeb. Til højre lå Heeresgruppe Süd under kommando af Gerd von Rundstedt.
Oprindelig var det Heeresgruppe Mittes opgave at følge i Napoleons fodspor nord for Pripjet sumpene direkte mod Moskva. Trods kraftige protester fra von Bock ændrede Hitler planen, en af mange ændringer han foretog, både før og efter at invasionen var gået i gang. Von Bock var imod enhver ændring af planen for erobring af Moskva, fordi han ville besætte Moskva så hurtigt som muligt, helst inden vejret blev koldt, så hans tropper kunne have varme kvarterer om vinteren. Da dette ikke lykkedes, betød det, at hele kampagnen i Sovjet mislykkedes. 
Den nye opgave for Heeresgruppe Mitte var at rykke frem mod byerne Minsk og Smolensk og foretage en gigantisk knibtangsmanøvre, som ville nedkæmpe de sovjetiske hære i området. Derefter skulle Heeresgruppe Mitte rykke i retning af Leningrad og sammen med Heeresgruppe Nord bekæmpe resterne af de sovjetiske hære i de Baltiske lande og indtage havne, som havde stor betydning for forsyningen af de tyske hære. Først når hovedparten af den sovjetiske hær var nedkæmpet i det vestlige Rusland, skulle Heeresgruppe Mitte rykke frem til den sovjetiske hovedstad. Hitler lavede denne ændring vel vidende, at selv om Napoleon havde erobret Moskva, blev han besejret, fordi han ikke havde fået nedkæmpet den russiske hær.
Klokken 3:15 om morgenen den 22. juni 1941 blev de første skud affyret i Operation Barbarossa. Ved kampagnens start forblev Bock ved sit skrivebord i sit hovedkvarter og ventede på de første rapporter fra fronten. Indenfor en time efter angrebets start begyndte de første rapporter at nå frem til hovedkvarteret. Dele af Heinz Guderians styrke havde krydset floden Vestlige Bug og omgik byen Brest-Litovsk. Hermann Hoth’s kampvogne var på vej mod Grodno ved Nemunas floden for at erobre de vigtige overgange over floden. Adskillige rekognosceringsenheder fra 4. arme og 9. arme havde allerede krydset floderne Bug og Desna. 
Klokken 7:00 om morgenen fløj Bock fra Posen til en fremskudt flyveplads nær hovedkvarteret for 13. Infanteri Korps. Dér gav generalløjtnant Erich Jaschke Bock en opsummering af invasionens forløb. Herefter besøgte Bock Guderians fremskudte kommandopost ved Bokhaly. Guderians stabschef oberst Kurt Freiherr von Liebenstein modtog Bock, da Guderian allerede havde krydset floden Bug flere timer tidligere sammen med 18. panserdivision. Dernæst besøgte Bock Joachim Lemelsen, som gav en bevægende beskrivelse fra fronten. Vejene på den russiske side af Bug var allerede ved at blive for bløde til at bære vægten af kampvogne. Som følge heraf måtte adskillige kampvognskolonner omdirigeres til en bro længere sydpå ved Koden. Denne omdirigering forårsagede alvorlige trafikpropper, da 10.000 køretøjer tog retning mod denne ene overgang. Trods dette var den første dag af invasionen en spektakulær succes. Den russiske modstand blev rapporteret som let, og der var opnået en komplet overraskelse. Hele vejen langs fronten blev der gjort hurtige fremskridt. 
På andendagen af Barbarossa krydsede Bock bloden Bug. Ledsaget af generalmajor Gustav Schmidt, banede han sig vej til et kompagnis kommandopost, hvorfra han observerede tysk artilleri, som beskød russiske stillinger i nærheden af Brest-Litovsk. Selv om tyske kampvogne allerede var trængt dybt ind på sovjetisk område, holdt byens forsvarere stædigt ud. Senere samme dag fik Bock en rapport om, at den sovjetiske modstand blev kraftigere langs hele fronten, især på Guderians sydlige flanke. I mellemtiden trængte Hoths styrker frem med større lethed gennem de baltiske lande og Hviderusland. De første to dage af Heeresgruppe Mittes fremrykning var særdeles vellykket. 
Hoths armeer rykkede så hurtigt frem, at Bock straks kontaktede Walther von Brauchitsch og anmodede om, at man omgik Minsk for i stedet at angribe i retning af Vitebsk, så man kunne rykke direkte mod Moskva. I første omgang blev ændringen af planen tiltrådt, men den blev snart vetoet af Hitler, som foretrak omringning og nedkæmpelse af store sovjetiske hære ved Minsk. Bock skrev i sin dagbog: 
Omslutningen af Minsk er ikke afgørende. Desuden er jeg sikker på, at fjenden forventer, at vi vil angribe Minsk, det næste naturlige mål, og vil samle forsvarsstyrker der. 
Forskelle imellem Bocks strategiske mål og overkommandoens mål dukkede op igen og igen. Bock gik fortsat ind for en direkte fremrykning mod Moskva uden om de sovjetiske hære, som det kunne overlades til infanteridivisionerne, som rykkede frem bag panserkolonnerne, at nedkæmpe. Bock hævdede, at hvis det virkeligt var nødvendigt at foretage omringninger, så skulle man i stedet for at sende hans kampvogne nord og sydpå for at omringe og nedkæmpe mindre sovjetiske hære foretage en større omringning mod øst i retning af Dvina-Dnepr flodens bækken. Hitler gik ikke ind på denne plan og insisterede på, at lommerne med de sovjetiske hære skulle nedkæmpes, inden man rykkede længere ind i Sovjetunionen. 
Bock, som var rasende over enne beslutning, blev citeret for at sige: 
Vi lader vores største chance for succes slippe os af hænderne ved at få lagt denne begrænsning på vores panser!
Han gav tøvende ordre til at opgive fremrykningen mod Vitebsk og hjælpe til ved nedkæmpelsen af lommerne. Den 25. juni flyttede Bock sit hovedkvarter fra Posen til Kobryn, en by ca. 25 km øst for Brest-Litovsk. Den 30. juni mødtes 4. og 9. arme nær Slonim og afskar tusinder af sovjetiske soldater. Mange sovjetiske soldater havde dog held til at undslippe østpå. Bock gav snart ordre til at trække sig ud af omringningen og forberede en helhjertet fremrykning mod øst. Denne ordre gav igen anledning til en konfrontation mellem Bock og Brauchitsch. 
Den 3. juli var Bocks styrker igen under fremrykning østpå, med Guderians tanks på vej over Berezina og Hoths tanks på vej over Duna. Det var på denne dag, at Bocks tropper rykkede længst frem på en enkelt dag – over 160 km. Fire dage senere krydsede Guderians kampvogne floden Dnepr, den sidste store forhindring inden Smolensk. Guderian fik dog snart ordre fra Günther von Kluge til at trække sig tilbage over floden. Denne ordre omgjorde Bock hurtigt, og Guderian fik tilladelse til at krydse tilbage over floden. Bock protesterede over Kluges handlinger til overkommandoen, men uden resultat. Den 11. juli flyttede Bock sit igen hovedkvarter, denne gang til Borisov, en russisk by nær Beresina floden.

### Operation Taifun
Den 9. september gav OKH Bock ordre til at forberede den operationelle ordre for angrebet på Moskva. Operationen fik kodenavnet Operation Taifun, og den skulle begynde senest den 30. september. Bock overvågede omhyggeligt planlægningen og forberedelsen af operationen, og den blev få dage senere godkendt af OKH.
Som led i forberedelsen af operation Taifun skulle Heeresgruppe Mitte forstærkes og bringes op på fuld styrke med hensyn til mænd og køretøjer. Den ville komme til at bestå af tre infanteriarmeer, 2., 4. og 9. arme foruden tre panserarmeer 2. 3. og 4. panserarme. Generaloberst Erich Hoepner skulle lede den 4. panserarme, mens de andre to udsprang af Hoths og Guderians oprindelige panserkorps. Genforsyningen af Heeresgruppe Mitte op til operation Taifun fik den til at vokse betydeligt i størrelse op til 1,5 mio. soldater. Den var nu større end ved begyndelsen af Operation Barbarossa. Bock brugte det meste af den resterende del af september på inspektionsture til sin forstærkede Heeresgruppe Mitte. Ved en lejlighed overfløj Bock Moskva sammen med Albert Kesselring.
Den 29. september afholdt Bock en konference med sine øverste underordnede Adolf Strauss, Hermann Hoth, Günther von Kluge, Maximilian von Weichs, Erich Hoepner, Heinz Guderian og Albert Kesselring. Under mødet blev den overordnede operationsplan gennemgået, og Bock understregede igen, at Moskva skulle erobres inden den 7. november, altså inden den russiske vinter satte ind, og således at det faldt sammen med årsdagen for oktoberrevolutionen.
Den næste dag blev Operation Taifun indledt med angreb fra Guderians og Hoths panserstyrker. Adskillige dage senere begyndte infanteriet at rykke mod Moskva. Med under 150 km mellem de forreste tropper og Moskva forventede Bock, at hans tropper ville kunne nå byen i løbet af 3-4 uger.
Næsten fra starten mødte Bocks styrker kraftig modstand fra de sovjetiske styrker på vejen mod Moskva. De omveje, som Heeresgruppe Mitte havde taget, tillod den Røde Hær at forstærke området mellem Smolensk og Moskva med den 3., 10. 13 og 20. Arme foruden dele af tre andre hære. De tyske tropper var i undertal næsten 2:1. De tyske tropers overlegne taktik og træning, samt et vist overraskelsesmoment betød, at de rykkede betydeligt frem, trods de stadig mere desperate tiltag, som de sovjetiske styrker anvendte for at stoppe fremrykningen. 
2. Panserarme og 48. panserkorps angreb vigtige jernbaneknudepunkter ved Orel og Brjansk. Hoepners 4. panserarme krydsede snart floden Desna og fik adgang til et stort sovjetisk område. I mellemtiden stødte Hoths 3. panserarme frem mod Rshev ved Volga floden. 
Den 3. oktober erobrede Guderians styrker Orel og fik samtidig adgang til den brolagte hovedvej til Moskva, der var ca. 290 km væk. I mellemtiden rapporterede dele af den 2. panserarme, at de havde omgået Brjansk og var på vej til Kuraschev. Bock beordrede Guderian til at presse på mod Tula, men få tider efter blev ordren omgjort af hærens overkommando. Den nye ordre gik ud på, at Guderian skulle angribe Brjansk, hvor der ligesom ved Vyazma var ved at foregå to enorme omringninger af sovjetiske styrker. Bock argumenterede for, at området mellem Orel og Tula var forholdsvis fri for sovjetiske styrker, og at Tula kunne tages i løbet af timer. Til sidst gik Bock med til at omdirigere Guderians kampvogne i retning Brjansk. 
Kold regn begyndte snart at falde over de nordlige dele af Heeresgruppe Mittes front, og vejene blev snart til et ufremkommeligt ælte som følge af Rasputitsaen. Næsten hele fronten hang fast i mudder, og de eneste køretøjer, der kunne komme videre, var kampvogne og andre bæltekøretøjer. De bevægede sig imidlertid i sneglefart – nogle gange mindre end 3 km om dagen, ) og benzinforbruget sprang i vejret. Det forøgede det allerede eksisterende problem med dårlige forsyningslinjer. Lastbiler blev hængende i mudderet, mens soldater desperat forsøgte at få dem fri. Da temperaturen fortsatte med at falde, rekvirerede Guderian vinterbeklædning og frostvæske til køretøjerne. Stigningen i partisanaktiviteten kædet sammen med det stadigt dårligere vejr gjorde det stadig vanskeligere for disse yderst vigtige forsyninger at nå frem til fronten. I løbet af en to-dages periode foretog partisaner over 60 angreb på tyske lastbilkonvojer, forposter og jernbanelinjer. 
Små forbedringer i vejret gjorde det snart muligt for Bocks styrker at fortsætte med at omringe lommerne omkring Brjansk og Vyazma. Den dobbelte omringning af Vyazma og Brjansk forårsagede nogle af de største tab, den sovjetiske hær havde lidt siden begyndelsen på Operation Barbarossa. Der blev taget omkring 650.000 fanger ved disse to omringninger, hvorefter de sovjetiske hære, der stod overfor Heeresgruppe Mitte, ikke længere havde nogen numerisk overvægt.
Vejret blev snart dårligere igen, og vejede blev igen ufremkommelige. Siden den 30. september havde Bock mistet omkring 35.000 mand, 250 tanks og kanoner og adskillige hundrede andre køretøjer, hvoraf mange sad dybt begravet i mudderet. Lagrene af benzin og ammunition blev faretruende små. Trods disse problemer fortsatte fremrykningen mod Moskva, mens Hitler blev mere og mere utålmodig. Da de forreste enheder af 4. panserarme nåede Kaluga og Maloyaroslavets, var de tyske styrker under 65 km fra Moskva. Guderians fremrykning længere mod syd gik meget langsommere. Et forsøg på at erobre Tula var slået fejl med betydelige tab af soldater og tanks. Andre enheder havde imidlertid erobret Stalinogorsk og Venev, hvilket tydede på, at man måske kunne omgå Tula. 
Mens Bocks styrker nærmede sig Moskva, udbrød der panik i hovedstaden. Hundredtusinder af civile begyndte at forlade byen, mens andre blev presset ind i frivillige nødenheder. Der blev indført undtagelsestilstand, da plyndringer af forladte lagre tog til. Marskal Timoshenko blev skiftet ud med Georgij Zjukov, som havde organiseret forsvaret af Leningrad. Størstedelen af den sovjetiske regering blev evakueret til Kuibyshev, 800 km sydøst for Moskva, men Stalin blev i hovedstaden, efter at Zjukov havde forsikret ham om, at byen ikke ville falde.
Jo længere Bocks styrker nåede frem, jo kraftigere blev den sovjetiske modstand. De brolagte veje til Moskva blev til kratere under den konstante sovjetiske artilleribeskydning og kunne ikke passeres. Det tvang de tyske tropper ud i mudderet, og Heeresgruppe Mitte kørte hurtigt fast igen. Målet om at erobre Moskva i midten af oktober kunne ikke længere nås. Vægten af det tyske fremstød kunne ikke helt stoppes, og den 21. oktober erobrede enheder fra 9. arme Kalinin.
I begyndelsen af november blev mudderet snart til is, da temperaturen faldt til -30 grader celsius. Mens jorden blev tilstrækkelig hård til at kunne bære køretøjer, øgedes de tyske soldaters kummer, da mange af dem endnu ikke havde fået vinterbeklædning. Forfrysninger blev almindelige, og mange soldater var så hårdt ramt, at de måtte evakueres. 
Den 20. november flyttede Bock sit hovedkvarter til en fremskudt position nær frontlinjen. Der besøgte han en kommandopost for artilleriet, hvor han kunne se bygningerne i Moskva gennem sin feltkikkert. Adskillige dage senere krydsede tyske tropper Moskva-Volga Kanalen og nåede Khimki, men faldt snart efter tilbage på grund af sovjetisk modstand. Den 29. november nåede elementer af 4. panserarme frem til de vestlige forstæder af Moskva. Den 4. december nåede enheder fra 2. arme Kuntsevo, en vestlig forstad til Moskva. Adskillige enheder fra Guderians arme omgik Kolomna og nåede frem til Moskvafloden. I mellemtiden kæmpede 3. panserarme sig igen ind i Khimki. Disse var de sidste fremstød, som Heeresgruppe Mitte foretog under Bocks ledelse.
Den 6. december, med temperaturen på – 45 grader celsius indledte friske sovjetiske styrker under Zjukov et stort modangreb. Langs hele fronten ved Moskva trak de tyske tropper sig tilbage og ødelagde alt det udstyr, de ikke kunne redde. Adskillige dage senere beordrede hærens overkommando et stop for alle offensive operationer. Bock skrev i sin dagbog: 
Hele tiden forlangte jeg af overkommandoen tilladelse til at slå ned på fjenden, når han vaklede. Vi kunne have slået fjenden sidste sommer. Vi kunne have ødelagt ham fuldstændigt. I august lå vejen til Moskva åben. Vi kunne have gået ind i den bolsjevikiske hovedstad i triumf og i sommervejr. Fædrelandets øverste militære ledelse gjorde en forfærdelig fejl, da den tvang min Heeresgruppe til at gå i defensiven i august. Nu betaler vi alle for den fejl.
Den 13. december var de tyske tropper trængt mere end 80 km tilbage fra hovedstaden. Den 18. december blev Bock frataget kommandoen over Heeresgruppe Mitte. Den officielle begrundelse var helbredsproblemer. Han var imidlertid blot en af omkring 40 højtstående officerer, som blev frataget deres kommando efter det forgæves forsøg på at erobre Moskva. Bocks kommando over Heeresgruppe Mitte markerede det nærmeste, den tyske hær nogensinde nåede på Moskva. Den sovjetiske hovedstad blev aldrig truet igen.

### Fall Blau
Da Bock bad om tilladelse til at trække sine udmattede tropper tilbage i december 1941, blev han frataget sin post som chef for Heeresgruppe Mitte, blot for at blive overført til at lede Heeresgruppe Süd i januar 1942, da feltmarskal Walter von Reichenau døde af et hjertetilfælde. Blot fem måneder senere, i juli 1942, gav Hitler ham skylden for den mislykkede "Operation Braunschweig", den anden del af den tyske offensiv i Sovjetunionen, og sendte ham endegyldigt på pension. Kommandoen over Heeresgruppe Süd blev overdraget til Maximilian von Weichs.
Selv om han som privatmenneske var modstander af de grusomheder, der blev begået mod den sovjetiske civilbefolkning, protesterede han aldrig direkte til Hitler, selv om han på et vist tidspunkt lod en underordnet indsende en formel protest – "Mine herrer, jeg fastslår, at feltmarskal von Bock har protesteret!". Hans nevø, Henning von Tresckow, forsøgte forgæves at få ham inddraget i den militære modstand mod Hitlers regime. Da hans stabsofficerer planlagde mordet på Hitler under et besøg ved hans Heeresgruppe, greb Bock ind. På den anden side indberettede han heller ikke konspiratorerne. 
En af årsagerne til at Bock blev afskediget, menes at have været hans udtrykte interesse i at støtte Den russiske befrielsesbevægelse, hvilket Hitler kategorisk var modstander af. 

### Efter 1943
Som ufrivilligt pensioneret feltmarskal følte Bock, at han var blevet syndebuk for problemerne ved Stalingrad. Han blev forespurgt, om han ville deltage i et kup mod Hitler, men mente, at ethvert sådant skridt, der ikke blev understøttet af Heinrich Himmler, som havde kontrollen med SS, helt sikkert ville slå fejl, og han afslog at medvirke.

### Død i kamp
Da russerne nærmede sig Berlin i 1945 fik Bock af Erich von Manstein at vide, at storadmiral Karl Dönitz dannede en ny regering i Hamburg. Bock tog straks af sted til Hamburg, måske i håb om at få en ny kommando. Den 4. maj, umiddelbart før krigen sluttede i Europa, blev von Bocks bil beskudt af et britisk jagerfly på vejen til Kiel. Han blev dræbt sammen med sin kone og datter. 

I en alder af 64 blev Fedor von Bock den eneste af Hitlers feltmarskaller, som blev dræbt af fjendens kugler. 